# 西
西是一个方向概念。西方是太阳落下方位，与东方相对，在西式地图上通常用左侧来表示。在中国漢族传统文化中，西方守护神是白虎。中国古代用八卦兑代表西方，也常用右表示西方，中国传统地图常以右为西。
古代中國以华夏王朝为中心，将西部的部落称为西戎，後此稱號由漢族繼承，用來稱呼漢地以西至歐洲的非漢民族，地理上的西方有西域、西海（青海湖、巴爾喀什湖等都曾被稱為西海）、西方天竺（印度）。古人稱天下的西方，如西方少昊、西方白帝、東方“金”德、西方七宿。
近代以来依据地理、文化等因素所划分的地球上的西方，和东方相对。这个概念比较模糊。一般泛指欧美国家，或称西方国家、西方世界。第二次世界大战前主要指欧美国家；二战后更加狭义地指欧美的资本主义国家和已發展國家，在这个意义下西方成为一个经济圈的代写。与西方文化圈（拉丁文化圈）相对的有东亚文化圈、南亚的印度文化地区和西亚的伊斯兰文化圈等。俄羅斯在欧美有時也會被稱作東方。在中國，東方文化圈指以中國為代表的東亞文化圈。
在佛教中西方是阿弥陀佛的西方极乐世界的所在地（在佛教中东方是藥師佛的东方净琉璃世界）。